# Лиса Алиса
Лиса́ Али́са — персонаж сказки «Золотой ключик, или Приключения Буратино» А. Н. Толстого. Отличия: в книге про Пиноккио (итал. Pinocchio; сказка Карло Коллоди «Le avventure di Pinocchio. Storia d’un burattino») вместо лисы присутствует лис (в некоторых переводах тоже лиса, но во всех экранизациях — именно лис).
Также является персонажем продолжения сказки про Буратино — «Буратино в Изумрудном городе». Работала кассиршей в театре Карабас-Барабаса, затем была вынуждена покинуть город Тарабарск.

## Характер персонажа
Лиса Алиса является спутницей Кота Базилио. Алиса очень хитрая, что также свойственно всем лисам и в русском фольклоре. При дележе добычи часто обманывает Базилио и пытается присвоить себе большую часть, что приводит к дракам. Но всё же им удаётся договориться.